# Philinosz (szónok)
Philinosz (Kr. e. 4. század) görög szónok
Életéről mindössze annyit tudunk, hogy Démoszthenész kortársa volt, és Attikában tevékenykedett. Beszédeiből mindössze néhány apró töredék maradt fenn.